# Dominique Valadié
Dominique Valadié est une comédienne française, née  à Nice. Elle a été pensionnaire de la Comédie-Française et enseigne également au Conservatoire national supérieur d'art dramatique à Paris.

## Biographie
Elle se destine d'abord à la danse puis choisit la voie du théâtre dès la fin de son adolescence. Elle intègre le Conservatoire national supérieur d'art dramatique à Paris grâce au metteur en scène Robert Manuel. Elle suit les cours de Marcel Bluwal et Antoine Vitez. Avec ce dernier, son mentor, elle deviendra l'une des « reines » du Théâtre national de Chaillot.
Ses grands rôles sont Agnès dans L'École des femmes (Festival d'Avignon, 1978), mis en scène par Antoine Vitez, et Hedda Gabler, mis en scène par Alain Françon. Comédienne reconnue, elle peut faire rire et émouvoir aux larmes : savant mélange de Bette Davis, Jacqueline Maillan et Maria Casarès. Très exigeante, elle choisit ses rôles avec soin,,,.
Elle a été pensionnaire de la Comédie-Française durant l'administration de Jean-Pierre Vincent. Elle a travaillé avec Marcel Bluwal, Pierre Desproges, Jérôme Deschamps, Claude Régy, Antoine Vitez, Jean-Luc Boutté, Bertrand Blier. Elle joue régulièrement au Théâtre national de la Colline.
Elle enseigne au Conservatoire national supérieur d'art dramatique de Paris depuis 1993 et elle est aussi « artiste associée » au Théâtre national de la Colline. Elle est lauréate du Molière de la comédienne en 1991 pour son rôle dans La Dame de chez Maxim.

## Filmographie

### Cinéma
- 1982 : Légitime Violence de Serge Leroy : la secrétaire du CAPMAC
- 1989 : Comme d'habitude (court métrage) de Bruno Herbulot  : Joséphine
- 1989 : Embrasse-moi de Michèle Rosier : Nora, la mère
- 1991 : Une rencontre (court métrage) de Charles Castella : Madeleine
- 1991 : Trop près des Dieux (court métrage) de Jean-Michel Roux  : madame Sartorius
- 1993 : Juste avant l'orage de Bruno Herbulot : Joséphine
- 1995 : La Fille seule de Benoît Jacquot : la mère de Valérie
- 1995 : Pullman paradis de Michèle Rosier : Maryse Ploche
- 1996 : Mon homme de Bertrand Blier : Gilberte
- 1997 : La Soupe (court métrage) d'Antoine Santana  : la femme
- 2002 : Un moment de bonheur d'Antoine Santana : Cécile
- 2002 : Le Loup de la côte Ouest d'Hugo Santiago : la gardienne
- 2003 : Elle est des nôtres de Siegrid Alnoy : Marie-Noëlle, la voisine
- 2008 : Didine de Vincent Dietschy : Mme Santonge
- 2009 : Un chat un chat de Sophie Fillières : la mère de Célimène
- 2013 : Au bout du conte d'Agnès Jaoui : Jacqueline
- 2018 : Nos Batailles de Guillaume Senez : Joëlle
- 2019 : Premières Vacances de Patrick Cassir : Nicole
- 2019 : Moi, maman, ma mère et moi de Christophe Le Masne : Maman
- 2020 : Les Cobayes d'Emmanuel Poulain-Arnaud : Dr Mangin
- 2021 : Le Test d'Emmanuel Poulain-Arnaud
- 2022 : La Grande Magie de Noémie Lvovsky : Madame Locace
- 2022 : L'Homme à la Mercedes pourpre (court métrage) de Marine Levéel : Annie
- 2023 : Les Trois Mousquetaires : Milady de Martin Bourboulon : Marie de Médicis
- 2023 : Le Livre des solutions de Michel Gondry : Martine

### Télévision
- 1976 : Les Mystères de Loudun (téléfilm) de Gérard Vergez : Jeanne
- 1978 : Lulu (téléfilm) de Marcel Bluwal
- 1978 : Messieurs les jurés : L'Affaire Servoz d'André Michel
- 1980 : Le Misanthrope (téléfilm) de Marcel Bluwal : Éliante
- 1981 : Caméra une première (série télévisée), saison 3 épisode 5 : L'Étouffe grand-mère de Jean-Pierre Bastid
- 1981 : Le Mariage de Figaro (téléfilm) de Pierre Badel : Suzanne
- 1981 : Caméra une première (série télévisée), saison 3 épisode 1 : Eole Epifanio d'Antoine Gallien : Françoise / Nicole
- 1982 : Merci Bernard (série télévisée) : Annette / Françoise Coruzier, poulpiste
- 1982-1984 : La Minute nécessaire de monsieur Cyclopède (série télévisée) de Jean-Louis Fournier : divers personnages
- 1985 : L'Épi d'or (téléfilm) de Fabrice Cazeneuve : la voisine
- 1986 : L'Inconnue de Vienne (téléfilm) de Bernard Stora : madame Lebeau
- 1992 : Les Cordier, juge et flic (série télévisée), saison 1, épisode 1 : Peinture au pistolet d'Alain Bonnot : Anne-Marie
- 1996 : Le RIF (série télévisée), saison 1, épisode 3 L’Île des loups de Michel Andrieu : Sterna
- 2003 : Jean Moulin, une affaire française (téléfilm) de Pierre Aknine : Laure Moulin
- 2005 : Le Cri (mini série télévisée) d’Hervé Baslé : Roseline
- 2006 : Au crépuscule des temps (téléfilm) de Sarah Lévy : madame Fracasso
- 2011 : À la recherche du temps perdu (mini série télévisée) de Nina Companeez : la mère
- 2013 : Mafiosa (série télévisée), saison 5 : Blanche Paoli
- 2014 : Le Port de l'oubli (téléfilm) de Bruno Gantillon : Christine Deluc
- 2020 : Possessions (série télévisée) de Thomas Vincent : Rosa
- 2022 : En thérapie (série télévisée), saison 2, épisode 15 Philippe, vendredi 5 juin 2020 14h d'Olivier Nakache et Éric Toledano : la juge

## Théâtre

### Comédienne[6]
- 1977 : Iphigénie hôtel de Michel Vinaver, mise en scène Antoine Vitez, Théâtre des Quartiers d'Ivry
- 1978 : L'École des femmes de Molière, mise en scène Antoine Vitez, Festival d'Avignon, Festival d'automne à Paris au Théâtre de l'Athénée-Louis-Jouvet
- 1978 : Tartuffe de Molière, mise en scène Antoine Vitez, Festival d'Avignon, Festival d'automne à Paris au Théâtre de l'Athénée-Louis-Jouvet
- 1978 : Dom Juan de Molière, mise en scène Antoine Vitez, Festival d'Avignon, Festival d'automne à Paris au Théâtre de l'Athénée-Louis-Jouvet
- 1978 : Le Misanthrope de Molière, mise en scène Antoine Vitez, Festival d'Avignon, Festival d'automne à Paris au Théâtre de l'Athénée-Louis-Jouvet
- 1979 : L'École des femmes de Molière, mise en scène Antoine Vitez, Nouveau théâtre de Nice, Festival d'automne à Paris au Théâtre de la Porte-Saint-Martin
- 1979 : Dom Juan de Molière, mise en scène Antoine Vitez, Nouveau théâtre de Nice, Festival d'automne à Paris au Théâtre de la Porte-Saint-Martin
- 1979 : Le Misanthrope de Molière, mise en scène Antoine Vitez, Nouveau théâtre de Nice, Festival d'automne à Paris
- 1979 : Tartuffe de Molière, mise en scène Antoine Vitez, Nouveau théâtre de Nice, Festival d'automne à Paris
- 1980 : Bérénice de Jean Racine, mise en scène Antoine Vitez
- 1980 : Le Mariage de Figaro de Beaumarchais, mise en scène Françoise Petit et Maurice Vaudaux, Théâtre de Paris
- 1982 : La Mort en ce théâtre de Pierre-Mourad Mansouri, mise en scène Christian Benedetti, Festival d'Avignon
- 1983 : La Peau dure de Raymond Guérin, mise en scène Christian Colin
- 1984 : La Mouette d’Anton Tchekhov, mise en scène Antoine Vitez, Théâtre national de Chaillot
- 1984 : Le Héron de Vassili Axionov, mise en scène Antoine Vitez, Théâtre national de Chaillot
- 1984 : Noises d’Enzo Cormann, mise en scène Alain Françon
- 1984 : Ici ou ailleurs de Robert Pinget, Lecture Festival d'Avignon
- 1985 : Mes souvenirs d’après Herculine Abel Barbin, mise en scène Alain Françon, Festival d'Avignon
- 1985 : Ubu roi d’Alfred Jarry, mise en scène Antoine Vitez, Théâtre national de Chaillot
- 1985 : Fresque provençale d'après La Chèvre de Monsieur Seguin d'Alphonse Daudet, Festival d'Avignon
- 1986 : Le Menteur de Pierre Corneille, mise en scène Alain Françon, Comédie-Française
- 1986 : Le Bourgeois gentilhomme de Molière, mise en scène Jean-Luc Boutté, Comédie-Française
- 1987 : Hedda Gabler d’Henrik Ibsen, mise en scène Alain Françon, Festival d'Avignon
- 1987 : Le Soulier de satin de Paul Claudel, mise en scène Antoine Vitez, Festival d'Avignon, Théâtre national de Chaillot
- 1987 : Le Silence de Molière de Macchia Giovanni, mise en scène Jacques Nichet
- 1988 : Le Criminel de Leslie Kaplan, mise en scène Claude Régy, Festival d'automne à Paris au Théâtre de la Bastille
- 1988 : Palais-Mascotte d’Enzo Cormann, mise en scène Alain Françon, Théâtre de la Bastille
- 1990 : La Dame de chez Maxim de Georges Feydeau, mise en scène Alain Françon, Théâtre du Huitième Lyon
- 1992 : Le Silence de Molière de Giovanni Macchia, mise en scène Jacques Nichet, Théâtre des Treize Vents, Théâtre Paris-Villette
- 1993 : La Remise de Roger Planchon, mise en scène Alain Françon
- 1994 : Les Estivants de Maxime Gorki, mise en scène Lluís Pasqual (es), Odéon-Théâtre de l'Europe
- 1994 : Espions et célibataires d'Alan Bennett, mise en scène Bruno Bayen, Théâtre national de Chaillot
- 1995-1996 : La Mouette d'Anton Tchekhov, mise en scène Alain Françon, Espace Malraux Chambéry , Théâtre de la Ville, Théâtre national de Strasbourg
- 1996-1997 : Édouard II de Christopher Marlowe, mise en scène Alain Françon, Festival d'Avignon, Espace Malraux Chambéry, Odéon-Théâtre de l'Europe, Théâtre des Treize Vents, TNP Villeurbanne, Comédie de Reims, tournée
- 1997 : À trois mains, mise en scène Bruno Bayen, MC93 Bobigny, Théâtre national de Strasbourg
- 1998 : Tartuffe de Molière, mise en scène Jean-Pierre Vincent, Théâtre Nanterre-Amandiers
- 1998 : Les Présidentes de Werner Schwab, mise en scène Marcela Salivarova-Bideau, Théâtre national de Chaillot
- 1999 : Excédent de poids : insignifiant, amorphe de Werner Schwab, mise en scène Philippe Adrien, Théâtre de la Tempête
- 1999 : Les Huissiers de Michel Vinaver, mise en scène Alain Françon, Théâtre national de la Colline, Théâtre de Nice
- 1999 : Mais aussi autre chose de Christine Angot, mise en scène Alain Françon, Théâtre national de la Colline
- 2000 : Café d’Edward Bond, mise en scène Alain Françon, Théâtre national de la Colline
- 2001-2002 : La Princesse Maleine de Maurice Maeterlinck, mise en scène Yves Beaunesne, Théâtre national de la Colline, Théâtre du Nord, Théâtre des Treize Vents
- 2002 : Skinner de Michel Deutsch, mise en scène Alain Françon, Théâtre national de la Colline
- 2003 : Petit Eyolf d’Henrik Ibsen, mise en scène Alain Françon, Théâtre national de la Colline, Théâtre national de Strasbourg
- 2003 : Si ce n’est toi d’Edward Bond, mise en scène Alain Françon, Théâtre national de la Colline
- 2004 : Petit Eyolf d’Henrik Ibsen, mise en scène Alain Françon, Théâtre national de la Colline
- 2004 : Si ce n’est toi d’Edward Bond, mise en scène Alain Françon, Théâtre de la Manufacture
- 2004 : Ivanov d'Anton Tchekhov, mise en scène Alain Françon, Théâtre national de la Colline
- 2004 : Quartett d'Heiner Müller, mise en scène Hans Peter Cloos Théâtre de l'Athénée-Louis-Jouvet
- 2005 : Le Retour de Sade de Bernard Noël, mise en scène Charles Tordjman, Théâtre national de la Colline, Théâtre de la Manufacture
- 2005 : Platonov- Le Chant du cygne d'Anton Tchekhov, mise en scène Alain Françon, Théâtre national de la Colline
- 2006 : Naître d'Edward Bond, mise en scène Alain Françon, Festival d'Avignon, Théâtre national de la Colline
- 2006 : Chaise d'Edward Bond, mise en scène Alain Françon, Festival d'Avignon, Théâtre national de la Colline
- 2006 : Si ce n’est toi d’Edward Bond, mise en scène Alain Françon, Festival d'Avignon
- 2007 : Le Président de Thomas Bernhard, mise en scène Blandine Savetier, Théâtre national de la Colline
- 2007 : L'Ignorant et le fou de Thomas Bernhard, mise en scène Emmanuel Daumas, Théâtre de l'Athénée-Louis-Jouvet, MC2
- 2008 : L'Ignorant et le fou de Thomas Bernhard, mise en scène Emmanuel Daumas, tournée
- 2008 : Chaise d'Edward Bond, mise en scène Alain Françon, Théâtre La Criée, TNBA, TNP Villeurbanne, MC2, Théâtre national de Strasbourg, Théâtre national de la Colline
- 2008 : La Divine Comédie de Dante, Lecture dirigée par Valérie Dréville, Festival d'Avignon
- 2009 : La Cerisaie d'Anton Tchekhov, mise en scène Alain Françon, Théâtre national de la Colline
- 2009 : Laissez-moi seule texte et mise en scène Bruno Bayen, Théâtre national de la Colline
- 2009 : La Nuit des rois de William Shakespeare, mise en scène Jean-Louis Benoît, Théâtre de la Criée
- 2010 : Du mariage au divorce pièces en un acte de Georges Feydeau, mise en scène Alain Françon, Théâtre national de Strasbourg, tournée
- 2011 : Du mariage au divorce pièces en un acte de Georges Feydeau, mise en scène Alain Françon, Théâtre Marigny, Comédie de Reims, tournée
- 2011 : Chroniques d'une haine ordinaire de Pierre Desproges, mise en scène Michel Didym, Pépinière Théâtre
- 2012 : Chroniques d'une haine ordinaire de Pierre Desproges, mise en scène Michel Didym, Théâtre des Célestins
- 2013 : Solness le constructeur de Henrik Ibsen, mise en scène Alain Françon, Théâtre national de la Colline
- 2013 : Les gens de Edward Bond, mise en scène Alain Françon, TNP
- 2015 : Toujours la tempête de Peter Handke, mise en scène Alain Françon, Odéon-Théâtre de l'Europe
- 2016 : Qui a peur de Virginia Woolf ? de Edward Albee, mise en scène Alain Françon, Théâtre de l'Œuvre
- 2016-2017 : Le Temps et la chambre de Botho Strauss, mise en scène Alain Françon, théâtre national de Strasbourg, TNP de Villeurbanne, théâtre de la Colline
- 2017 : Au but de Thomas Bernhard, mise en scène Christophe Perton, théâtre de Poche-Montparnasse
- 2019 : Le Misanthrope de Molière, mise en scène Alain Françon, théâtre de la Ville
- 2020 : Du ciel tombaient des animaux de Caryl Churchill, mise en scène Marc Paquien, théâtre du Rond-Point
- 2022 : Les Enfants de Lucy Kirkwood, mise en scène Éric Vigner, théâtre de l'Atelier
- 2023 : Premier Amour de Samuel Beckett, mise en scène Alain Françon, La Scala (Paris),  théâtre Montansier, Théâtre du Petit-Saint-Martin
- 2024 : Les Fausses Confidences de Marivaux, mise en scène Alain Françon,Théâtre Nanterre-Amandiers, théâtre Montansier

### Metteur en scène
- 2002 : L’Éboulement de Jacques Dupin
- 2010 : Travaux d'après Samuel Beckett, Edward Bond, Georges Feydeau, Anton Tchekhov, Conservatoire national supérieur d'art dramatique

## Distinctions

### Récompenses
- Prix du syndicat de la critique 1985 : meilleure comédienne pour Noises et Ubu roi
- Prix Gérard-Philipe 1985 (Grand Prix de la Ville de Paris)
- Molières 1991 : Molière de la comédienne pour La Dame de chez Maxim
- Prix du syndicat de la critique 2007 : meilleure comédienne pour Président
- Prix du syndicat de la critique 2016 : meilleure comédienne pour Qui a peur de Virginia Woolf ?
- Prix du Brigadier 2017 pour Au But

### Nominations
- Molières 1987 : Molière de la comédienne pour Hedda Gabler
- Molières 1995 : Molière de la comédienne pour Espions et célibataires
- Molières 2010 : Molière de la comédienne dans un second rôle pour La Nuit des rois
- Molières 2016 : Molière de la comédienne dans un spectacle de théâtre privé pour Qui a peur de Virginia Woolf ?
- Molières 2017 : Molière de la comédienne dans un second rôle pour Le Temps et la Chambre